# Diocesi di Maldonado-Punta del Este-Minas

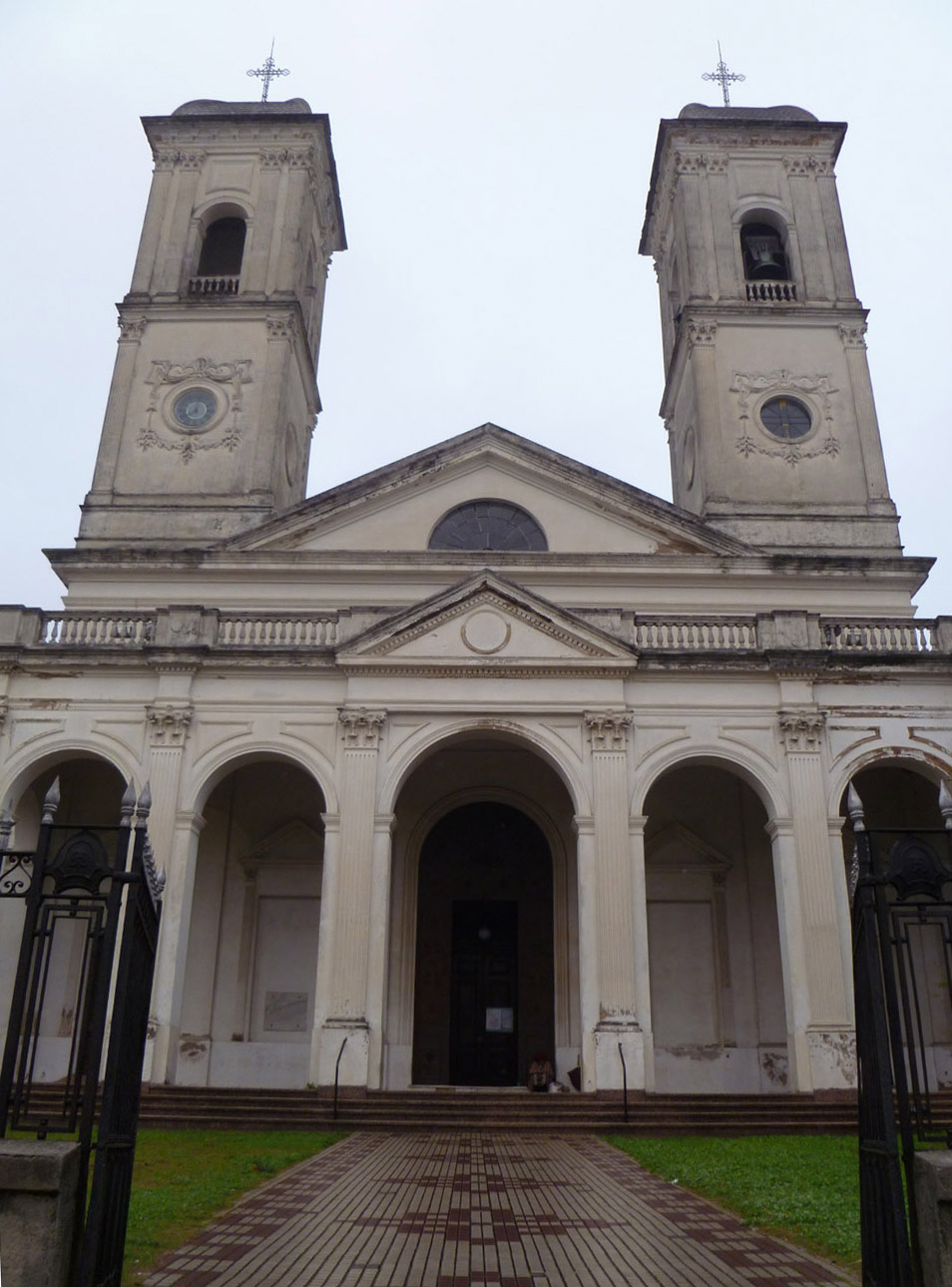
La concattedrale di Minas.

La diocesi di Maldonado-Punta del Este-Minas (in latino: Dioecesis Maldonadensis-Orientalis Orae-Fodinensis) è una sede della Chiesa cattolica in Uruguay suffraganea dell'arcidiocesi di Montevideo. Nel 2021 contava 166.533 battezzati su 297.381 abitanti. È retta dal vescovo Milton Luis Tróccoli Cebedio.

## Territorio
La diocesi comprende i dipartimenti di Maldonado, Rocha e Lavalleja.
Sede vescovile è la città di Maldonado, dove si trova la cattedrale di San Ferdinando. A Minas sorge la concattedrale dell'Immacolata Concezione.
Prima dell'unione delle due diocesi:
- Minas si estendeva su 17.776 km², era suddivisa in 10 parrocchie e comprendeva l'intero dipartimento di Lavalleja, il municipio di Lascano nel dipartimento di Rocha e il municipio di Aiguá nel dipartimento di Maldonado;
- Maldonado-Punta del Este si estendeva su 7.584 km², era suddivisa in 15 parrocchie e comprendeva i dipartimenti di Maldonado (tranne il municipio di Aiguá) e di Rocha (tranne il municipio di Lascano).

## Storia
La diocesi di Minas fu eretta il 25 giugno 1960 con la bolla Cum venerabilis di papa Giovanni XXIII, ricavandone il territorio dalla diocesi di Melo.
Il 10 gennaio 1966, con la bolla Novas constituere di papa Paolo VI, fu eretta la diocesi di Maldonado-Punta del Este, ricavandone il territorio dalla diocesi di Minas.
Il 1º luglio 2009 il vescovo di Minas Francisco Domingo Barbosa Da Silveira si dimise perché coinvolto in uno scandalo omosessuale.
Il 2 marzo 2020, con la bolla Ecclesiae proficiat, papa Francesco ha disposto l'unione delle diocesi di Maldonado-Punta del Este e di Minas, e contestualmente la nuova circoscrizione ha assunto il nome attuale.

## Cronotassi
Si omettono i periodi di sede vacante non superiori ai 2 anni o non storicamente accertati.

### Vescovi di Minas
- José María Cavallero † (9 luglio 1960 - 29 maggio 1963 deceduto)
- Edmondo Quaglia Martínez † (29 maggio 1964 - 12 luglio 1976 deceduto)
- Carlos Arturo Mullín Nocetti, S.I. † (3 novembre 1977 - 17 marzo 1985 deceduto)
- Victor Gil Lechoza † (9 novembre 1985 - 21 giugno 2001 deceduto)
  - Sede vacante (2001-2004)[6]
- Francisco Domingo Barbosa Da Silveira † (6 marzo 2004 - 1º luglio 2009 dimesso)[7]
- Jaime Rafael Fuentes (16 ottobre 2010 - 2 marzo 2020 ritirato)

### Vescovi di Maldonado-Punta del Este
- Antonio Corso † (26 febbraio 1966 - 25 marzo 1985 deceduto)
- Rodolfo Pedro Wirz Kraemer (9 novembre 1985 - 15 giugno 2018 ritirato)
- Milton Luis Tróccoli Cebedio (15 giugno 2018 - 2 marzo 2020 nominato vescovo di Maldonado-Punta del Este-Minas)

### Vescovi di Maldonado-Punta del Este-Minas
- Milton Luis Tróccoli Cebedio, dal 2 marzo 2020

## Statistiche
La diocesi nel 2021 su una popolazione di 297.381 persone contava 166.533 battezzati, corrispondenti al 56,0% del totale.
| anno                                      | popolazione | popolazione | popolazione | presbiteri | presbiteri | presbiteri | presbiteri                | diaconi | religiosi | religiosi | parrocchie |
| anno                                      | battezzati  | totale      | %           | numero     | secolari   | regolari   | battezzati per presbitero | diaconi | uomini    | donne     | parrocchie |
| ----------------------------------------- | ----------- | ----------- | ----------- | ---------- | ---------- | ---------- | ------------------------- | ------- | --------- | --------- | ---------- |
| diocesi di Minas                          |             |             |             |            |            |            |                           |         |           |           |            |
| 1966                                      | ?           | 170.000     | ?           | 14         | 10         | 4          | ?                         |         |           |           | 8          |
| 1970                                      | 69.850      | 82.176      | 85,0        | 16         | 15         | 1          | 4.365                     |         | 7         | 30        | 8          |
| 1976                                      | 65.000      | 77.500      | 83,9        | 18         | 16         | 2          | 3.611                     |         | 5         | 26        | 8          |
| 1980                                      | 75.100      | 87.500      | 85,8        | 19         | 16         | 3          | 3.952                     |         | 6         | 36        | 9          |
| 1990                                      | 78.900      | 89.500      | 88,2        | 14         | 13         | 1          | 5.635                     | 1       | 6         | 27        | 10         |
| 1999                                      | 97.000      | 103.000     | 94,2        | 18         | 18         |            | 5.388                     |         | 4         | 25        | 12         |
| 2000                                      | 98.400      | 104.500     | 94,2        | 16         | 16         |            | 6.150                     |         | 4         | 23        | 12         |
| 2001                                      | 101.000     | 106.000     | 95,3        | 16         | 16         |            | 6.312                     |         | 4         | 23        | 12         |
| 2002                                      | 57.000      | 71.100      | 80,2        | 14         | 13         | 1          | 4.071                     |         | 5         | 23        | 10         |
| 2003                                      | 57.000      | 71.100      | 80,2        | 14         | 13         | 1          | 4.071                     |         | 5         | 23        | 10         |
| 2004                                      | 50.000      | 71.100      | 70,3        | 14         | 13         | 1          | 3.571                     | 1       | 5         | 22        | 10         |
| 2013                                      | 74.000      | 77.300      | 95,7        | 14         | 11         | 3          | 5.285                     | 1       | 3         | 5         | 10         |
| 2016                                      | 54.500      | 69.985      | 77,9        | 14         | 11         | 3          | 3.892                     | 1       | 3         | 4         | 10         |
| 2019                                      | 47.328      | 61.127      | 77,4        | 9          | 9          |            | 5.258                     | 1       |           | 3         | 10         |
| diocesi di Maldonado-Punta del Este       |             |             |             |            |            |            |                           |         |           |           |            |
| 1966                                      | ?           | 150.000     | ?           | 16         | 10         | 6          | ?                         |         |           |           | 12         |
| 1970                                      | ?           | 100.000     | ?           | 15         | 8          | 7          | ?                         |         | 11        | 70        | 11         |
| 1976                                      | 99.110      | 110.000     | 90,1        | 16         | 6          | 10         | 6.194                     |         | 16        | 60        | 11         |
| 1980                                      | 107.800     | 113.900     | 94,6        | 18         | 8          | 10         | 5.988                     |         | 14        | 55        | 11         |
| 1990                                      | 158.000     | 179.000     | 88,3        | 19         | 9          | 10         | 8.315                     | 1       | 13        | 40        | 14         |
| 1999                                      | 153.000     | 168.000     | 91,1        | 19         | 12         | 7          | 8.052                     | 3       | 8         | 26        | 15         |
| 2000                                      | 155.000     | 175.000     | 88,6        | 17         | 12         | 5          | 9.117                     | 3       | 6         | 33        | 15         |
| 2001                                      | 175.000     | 185.000     | 94,6        | 15         | 11         | 4          | 11.666                    | 3       | 5         | 33        | 15         |
| 2002                                      | 177.000     | 190.000     | 93,2        | 16         | 11         | 5          | 11.062                    | 3       | 8         | 29        | 15         |
| 2003                                      | 165.000     | 185.000     | 89,2        | 15         | 10         | 5          | 11.000                    | 3       | 8         | 30        | 15         |
| 2004                                      | 160.000     | 180.000     | 88,9        | 14         | 9          | 5          | 11.428                    | 12      | 10        | 25        | 15         |
| 2013                                      | 154.500     | 191.000     | 80,9        | 19         | 10         | 9          | 8.131                     | 11      | 13        | 25        | 15         |
| 2016                                      | 155.000     | 243.022     | 63,8        | 19         | 8          | 11         | 8.157                     | 11      | 15        | 26        | 15         |
| 2019                                      | 160.760     | 251.995     | 63,8        | 17         | 8          | 9          | 9.456                     | 13      | 12        | 12        | 15         |
| diocesi di Maldonado-Punta del Este-Minas |             |             |             |            |            |            |                           |         |           |           |            |
| 2020                                      | 207.888     | 312.919     | 66,4        | 28         | 19         | 9          | 7.425                     | 15      | 12        | 15        | 25         |
| 2021                                      | 166.533     | 297.381     | 56,0        | 26         | 17         | 9          | 6.405                     | 11      | 11        | 13        | 25         |